# Madaripur
Maradipur este un oraș din Bangladesh.